# Myotragus balearicus
Myotragus balearicus je vyhynulý druh sudokopytníka, který žil na baleárských ostrovech Mallorca a Menorca v období pliocénu až holocénu. Je příkladem ostrovního nanismu – dosahoval výšky v kohoutku maximálně 50 cm a váhy zhruba 50–70 kg.
Druh se vyvinul z izolované populace poté, co se na konci messinské salinitní krize před více než pěti miliony lety staly Baleáry souostrovím. Projevem adaptace na prostředí bez predátorů, avšak s omezenými zdroji potravy, byl malý vzrůst i redukce smyslových orgánů. Na kostech byly nalezeny růstové prstence svědčící o tom, že v klimaticky nepříznivém období Myotragus balearicus zpomaloval svůj růst podobně jako studenokrevní živočichové, takže dospělosti dosahoval až ve věku zhruba dvanácti let. Živočich měl na rozdíl od jiných býložravců oči umístěny v přední části hlavy, což mu umožňovalo binokulární vidění. Řezáky mu dorůstaly podobně jako hlodavcům. Ztratil schopnost rychlého běhu, zato se díky nízkému těžišti dobře pohyboval v labyrintu jeskyní a skalních útesů. Jeho potravu tvořil především endemický zimostráz baleárský.
Druh byl vyhuben zhruba před čtyřmi až šesti tisíci lety – krátce poté, co dorazili na Baleáry první lidé. K jeho vymizení vedla řada faktorů: nevhodnost pro domestikaci, odlesňování ostrovní krajiny pastevci, bezbrannost vůči lovcům a konkurence člověkem zavlečených druhů.
Pozůstatky tohoto živočicha objevila v roce 1909 v jeskyni Cova de Son Muleta nedaleko Sólleru britská zooarcheoložka Dorothea Bateová. Dala mu rodový název vytvořený z řeckých slov μῦς (myš) a τράγος (koza). Podle analýzy DNA měl však Myotragus balearensis blíže k ovcím než ke kozám.